# JR西日本宮島渡輪

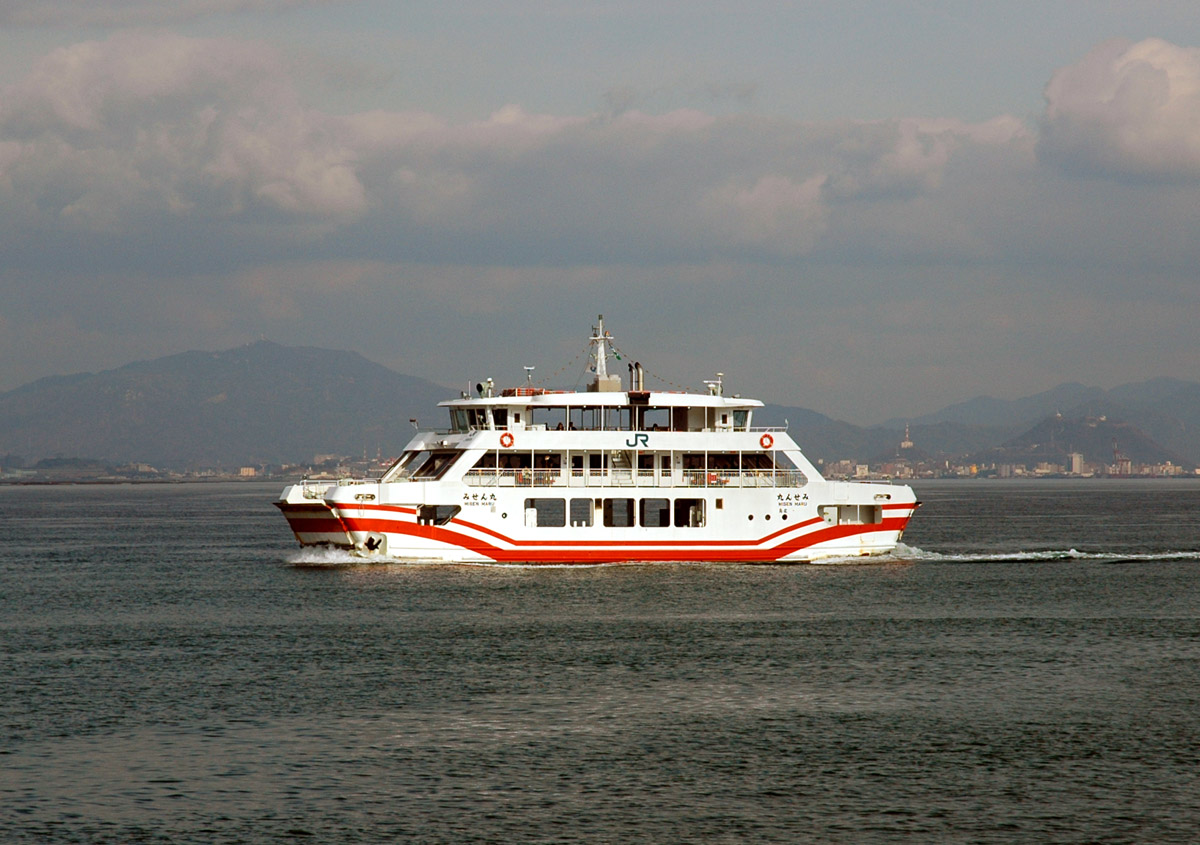
JR西日本宮島渡輪所操作的其中一艘渡輪，彌山丸號（みせん丸）

JR西日本宮島渡輪（日语：／ JR Nishi-Nihon Miyajima ferii */?）是一個總部設於日本廣島縣廿日市市的海運公司，成立於2009年，資本額11億日圓，為西日本旅客鐵道（JR西日本）全資擁有的子公司，承接了原由JR西日本自行營運的宮島連絡船（宮島口碼頭至宮島碼頭）的渡輪業務。之所以如此拆分，主要是JR西日本考量船舶運輸與主業鐵路運輸不同的獨特性，為進一步提升安全性與服務品質，因此進行相關業務的拆分，成立專責的子公司來承接。
公司本部就設置在JR西日本宮島口車站的渡輪碼頭內，但渡輪的船票銷售與檢票工作是委託JR西日本的另一家子公司JR西日本廣島維護負責。

## 外部連結
- JR西日本宮島渡輪（页面存档备份，存于）（日語）
- JR西日本宮島渡輪的X（前Twitter）